# 신광사 (장수군)
신광사(新光寺)는 전라북도 장수군 천천면 비룡리 신광마을 서쪽에 있는 대한불교조계종 소속 사찰이다.
신라 흥덕왕 5년(831년)에 무량국사가 창건하였고, 조선 헌종 15년(1849년) 당시 전라도의 장수현감이었던 조능하에 의해 중창되었다. 신광사에는 정면 3칸, 측면 3칸으로 된 맞배 너와지붕의 대웅전과 정면 3칸, 측면 3칸 맞배지붕으로 된 명부전이 있다. 이 외에도 대웅전 남쪽에는 정면, 측면 모두 1칸으로 된 칠성각과 대웅전 정면에는 2동의 요사채가 자리하고 있다.

## 소장 문화재
- 신광사대웅전 - 전라북도 유형문화재 제113호